# Isidro Gutiérrez
José Isidro Gutiérrez Vásquez (ur. 21 października 1989 w Moncagui) – salwadorski piłkarz występujący na pozycji prawego pomocnika, obecnie zawodnik Águili.

## Kariera klubowa
Gutiérrez rozpoczynał swoją karierę piłkarską w juniorach drużyny CD Atlético Chaparratique, natomiast w wieku piętnastu lat przeszedł do klubu CD Municipal Limeño. Jako osiemnastolatek został włączony do zespołu seniorów Municipalu, występującego wówczas w drugiej lidze salwadorskiej. Po sezonie 2008/2009 pomógł mu wywalczyć awanso do najwyższej klasy rozgrywkowej, za to rok później, latem 2010, jego dobra forma zaowocowała transferem do jednego z najbardziej utytułowanych klubów w kraju – CD Águila z siedzibą w mieście San Miguel. Szybko został zawodnikiem wyjściowej jedenastki i w rozgrywkach Clausura 2012 wywalczył z Águilą mistrzostwo Salwadoru.

## Kariera reprezentacyjna
W 2010 roku Gutiérrez znalazł się w składzie reprezentacji Salwadoru U-23 na Igrzyska Ameryki Środkowej i Karaibów. Wystąpił wówczas w dwóch meczach rundy kwalifikacyjnej i zdobył bramkę w wygranej 1:0 konfrontacji z Hondurasem. Właściwy turniej piłkarski nie odbył się jednak z powodu sprzeciwu CONCACAF. W 2011 i 2012 roku Gutiérrez wystąpił w pięciu spotkaniach kadry olimpijskiej w ramach turnieju kwalifikacyjnego do Igrzysk Olimpijskich w Londynie. Jego drużyna odpadła ostatecznie w półfinale, nie awansując na olimpiadę.
W seniorskiej reprezentacji Salwadoru Gutiérrez zadebiutował za kadencji selekcjonera Rubéna Israela – 8 czerwca 2012 w zremisowanym 2:2 meczu z Kostaryką w ramach eliminacji do Mistrzostw Świata 2014. W tym samym spotkaniu strzelił także premierowego gola w kadrze narodowej.